# Airlink
Airlink – południowoafrykańska prywatna linia lotnicza z siedzibą w dystrykcie Ekurhuleni. Głównym lotniskiem jest Port lotniczy Johannesburg.
Była to pierwsza linia lotnicza w Republice Południowej Afryki, która rozpoczęła bezpośrednie loty między mniejszymi miastami w RPA. Linie te nie są już częścią South African Airways, ale utrzymują bliską współpracę.

## Historia
Linie lotnicze Airlink zostały założone 11 czerwca 1992. Od 2018 linie posiadają udziały większościowe w Eswatini Airlink. W 1997 linie weszły w porozumienie z South African Airways oraz South African Express, jednak od 2006 działają samodzielnie.

## Flota
Według stanu na maj 2025 flota Airlink składała się ze 69 samolotów o średnim wieku 18,2 lat:
| Samolot         | Samolot | Samolot   | Liczba miejsc | Liczba miejsc | Liczba miejsc | Uwagi |
| Model           | Aktywne | Zamówione | B             | E             | Łącznie       | Uwagi |
| --------------- | ------- | --------- | ------------- | ------------- | ------------- | ----- |
| Embraer ERJ-135 | 17      | -         | -             | 37            | 37            |       |
| Embraer ERJ-140 | 11      | -         | -             | 44            | 44            |       |
| Embraer ERJ-170 | 3       | -         | 6             | 68            | 74            |       |
| Embraer ERJ-175 | 4       | -         | 6             | 68            | 74            |       |
| Embraer ERJ-190 | 29      | -         | 6             | 92            | 98            |       |
| Embraer ERJ-190 | 29      | -         | 11            | 88            | 99            |       |
| Embraer ERJ-195 | 6       | -         | 11            | 96            | 107           |       |
| Łącznie         | 70      | 0         |               |               |               |       |